# Зајберсбах
Зајберсбах (њем. Seibersbach) општина је у њемачкој савезној држави Рајна-Палатинат. Једно је од 119 општинских средишта округа Бад Кројцнах. Према процјени из 2010. у општини је живјело 1.414 становника. Посједује регионалну шифру (AGS) 7133095.

## Географски и демографски подаци
Зајберсбах се налази у савезној држави Рајна-Палатинат у округу Бад Кројцнах. Општина се налази на надморској висини од 345 метара. Површина општине износи 14,6 km². У самом мјесту је, према процјени из 2010. године, живјело 1.414 становника. Просјечна густина становништва износи 97 становника/km².